# Лісний (Ребріхинський район)
Лісни́й (рос. Лесной) — селище у складі Ребріхинського району Алтайського краю, Росія. Входить до складу Пановської сільської ради.

## Населення
Населення — 33 особи (2010; 44 у 2002).
Національний склад (станом на 2002 рік):
- росіяни — 91 %